# گروس پولتسین
گروس پولتسین (به آلمانی: Groß Polzin) یک شهر در آلمان است که در فرپومرن-گرایفسوالد واقع شده‌است. گروس پولتسین ۴۹۳ نفر جمعیت دارد.